# 石硤尾站
石硤尾站（英語：Shek Kip Mei Station）位於香港九龍深水埗區石硤尾偉智街地底，是港鐵觀塘綫的鐵路車站，隨修正早期系統石硤尾至觀塘段於1979年10月1日通車而啟用。

## 車站結構
石硤尾站是地下車站，分為兩層，上層是車站大堂，下層是月台。車站承建商為前田建設工業株式會社，另外車站亦為地面樓宇（原先為大坑西邨民泰樓，現已拆除）提供支承。

### 樓層
| G                 | 地面 | 出入口 |   |  |
| L1                | 大堂 | 客務中心、商店、自助服務                                                                                                  |   |  |
| L2                | 月台 | \| \| \| 觀塘綫往調景嶺（九龍塘） \| 1 \| \| \| 島式 · 開右邊车门 \| \| \| \| \| \| \| 2 \| 觀塘綫往黃埔（太子） \| \| \| |   |  |
|                   |      | 觀塘綫往調景嶺（九龍塘）                                                                                                  | 1 |  |
| 島式 · 開右邊车门 |      | |   |  |
|                   | 2    | 觀塘綫往黃埔（太子） |   |  |

### 大堂
目前石硤尾站大堂內設有少量商店，包括便利店、麵包糕餅店等。站內亦設有各樣自助服務，包括自動櫃員機及自動售賣機。另外大堂近C出口亦設有香港郵政郵箱。
- 車站大堂（2023年6月）
- 車站商店（2023年6月）

### 月台
石硤尾站設有1座島式月台，兩個月台均已裝設月台幕門。另外，車站南面設有石硤尾渡綫，在修正早期系統尖沙咀至旺角段啟用前，所有列車均使用該渡線調頭。
- 1、2號月台（2022年5月）
- 車站月台近南端牆壁主要採用白色搪瓷板（2021年2月）

### 出入口
|                                      |        | |      |
| 編號                                 | 指示   | 建議前往的目的地 | 圖片 |
| 出口 · A · 盲道标志                  | 南昌街 | 南昌街、明愛社區進修中心–石硤尾、香港科技專上書院、賽馬會數碼共融中心、路德會失明者中心、中華基督教會銘賢書院、中華基督教會深愛堂、深水埗地區康健中心、石硤尾社區會堂、石硤尾健康院、石硤尾邨（第二至七期）、石硤尾邨服務設施大樓、石硤尾健康院、石硤尾街市、石硤尾商場、自閉症人士促進會、深水埗區議會保良局石硤尾社區服務中心、香港新聲會、YHA美荷樓青年旅舍 |      |
| 出口 · B · 1 · 盲道标志              | 窩仔街 | 窩仔街、大坑東宣道小學、宣道會國際學校（小學部）、協同國際學校、路德會協同中學、恩慈長者活動中心、香港宣教會恩磐堂、協康會、香港單親協會、香港四邑商工總會新會商會學校、寶安商會學校、香港耀能協會持續復健中心、弘爵國際學校、聖方濟各堂、聖方濟各英文小學、大坑東社區中心、大坑東遊樂場、棠蔭街、崇真小學暨幼稚園、滙基書院、晉嶺 |      |
| 出口 · B · 2 · 盲道标志              | 窩仔街 | 香港城市大學、香港路德會協同神學院、香港弱智人士家長聯會、香港風濕病基金會賽馬會病人資源及訓練中心、女青又一村會所、兒童希望中心、南山中心、南山邨、聖母玫瑰書院、又一居、自助組織發展中心、大坑西邨、大坑東邨、又一村花園、基督教懷智服務處、又一村 |      |
| 往窩仔街                             |        | |      |
| 出口 · C · 盲道标志 · 轮椅升降台标志 | 偉智街 | 偉智街、成長希望基金會、信義會深信堂、深信學校、石硤尾公園、宏恩基督教學院、香港盲人輔導會、香港四邑商工總會黃棣珊紀念中學、寶血會上智英文書院、九江商會學校、賽馬會創意藝術中心、嶺南大學香港同學會小學、JIL International Center、名都廣場、南山普通科門診部、白田浸信會愛鄰中心、白田邨、香港醫藥援助會福利診所、慧進會服務中心、石硤尾邨（第一期）、聖方濟愛德小學、鄰舍輔導會安老服務、香港撒瑪利亞防止自殺會、石硤尾公園體育館、石硤尾公園運動場、龍耳白田聾人及弱聽綜合服務中心、聖方濟愛德小學、鄰舍輔導會白田康齡中心、惠僑英文中學 |      |
| 註： 設有 \| 設有 \| 設有輪椅升降台  |        | |      |

## 歷史

### 通車典禮及啟用
1979年9月2日，石硤尾站舉行通車前開放日。同月30日，前地鐵公司於石硤尾站舉行地鐵通車典禮，並由時任港督麥理浩爵士主持，而當日車站大堂亦設有酒會慶祝盛典，至於車站亦於翌日（1979年10月1日）正式啟用。當時石硤尾站為修正早期系統首階段的終點站。

### 區域快線中途站
根據《鐵路發展策略2000》，政府建議興建連接香港與內地的區域快線，當中兩個方案均以紅磡站為起點，向北伸延，並於石硤尾站設站與觀塘綫交匯，再經新界東／西通往內地。該計劃後來被廣深港高速鐵路取代，並改為以香港西九龍站為起點，不設中途站直達深圳市福田區。

### 加建升降機
為方便有需要人士，前地鐵公司及港鐵在部分車站比較寬闊位置的出入口加裝固定式傷殘人士輪椅升降台及斜道，而石硤尾站C出口便是其中之一，工程約於2000年前完成，以方便輪椅乘客進出車站。由於該輪椅升降台因長期使用以致經常維修的關係，故此港鐵決定於2011年在車站B1出口旁加建連接路面及車站大堂的升降機，並於2013年10月30日啟用。

### 更換升降機
連接大堂及月台升降機曾於2017年4月19日起暫停使用，以更換為較新型號，並於同年12月底重投服務。

## 事件

### 反修例期間遭到破壞

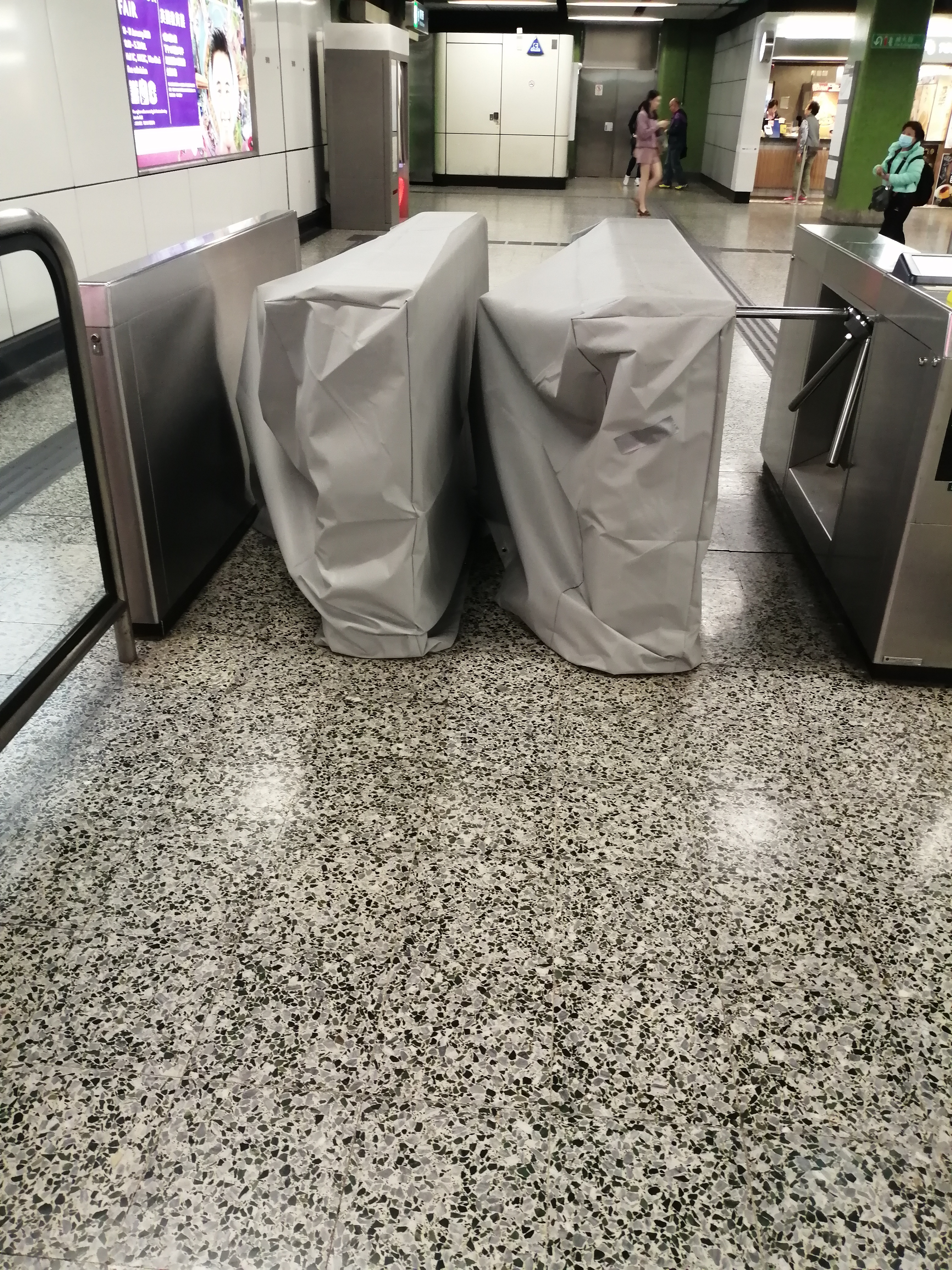
石硤尾站遭到破壞的閘機

- 2019年8月24-25日，石硤尾站月台有閉路電視遭到反修例示威者塗污[11]。

## 外部連結
- 港鐵公司－石硤尾站街道圖 （页面存档备份，存于）
- 港鐵公司－石硤尾站位置圖 （页面存档备份，存于）
- 港鐵公司－石硤尾站列車服務時間 （页面存档备份，存于）